# Satoshi Maruo
Satoshi Maruo (japanisch 丸尾 知司 Maruo Satoshi; * 28. November 1991) ist ein japanischer Geher.

## Sportliche Laufbahn
Satoshi Maruo stammt aus der Präfektur Kyōto und bestritt im Jahr 2010 seinen ersten internationalen Wettkampf im Gehen. Er tritt auf nationaler Ebene für das Aichi Steel Athletics Team an. 2011 trat er zum ersten Mal über 20 km bei den Japanischen Meisterschaften der Erwachsenen an, kam allerdings nicht über Platz 25 hinaus. Zwei Jahre später steigerte er im Rahmen der gleichen Meisterschaften seine 20-km-Bestzeit auf 1:24:59 h, die diesmal Platz 14 bedeuteten. 2015 belegte er den sechsten Platz bei den Japanischen Meisterschaften. Die gleiche Platzierung erreichte er im selben Jahr auch bei den Asiatischen Geher-Meisterschaften, wobei er in 1:19:42 h seine persönliche Bestzeit auf der 20-km-Distanz aufstellte. Im Juni 2015 bestritt er in Spanien erstmals einen Wettkampf außerhalb Asiens. Auch 2016 trat er wieder in den Wettkämpfen an, die er bereits 2015 bestritt. Zudem absolvierte er im Oktober im Rahmen der Japanischen Meisterschaften erstmals einen Wettkampf über 50 km, die er nach 4:02:36 h als Vierter beendete. Fortan sollte die 50-km-Distanz seine bevorzugte Wettkampfdistanz werden. 2017 wurde Maruo im April in einer Zeit von 3:49:17 h Japanischer Vizemeister über 50 km und qualifizierte sich damit für die Weltmeisterschaften in London. Somit ging er im August bei seinen ersten internationalen Meisterschaften an den Start. Dabei gelang es ihm erneut seine Bestzeit zu steigern, wobei er in 3:43:03 h als Fünfter knapp die Medaillenränge verpasste.
2018 trat Maruo im August bei den Asienspielen in Jakarta an. Wie schon bei den Weltmeisterschaften ein Jahr zuvor verpasste er jedoch als Vierter knapp den Sprung auf das Podest. 2019 stellte er Ende Oktober in 3:37:39 h eine neue persönliche Bestzeit auf der 50-km-Distanz auf. Zwei Jahre später gewann er in 3:38:42 h seinen ersten und bislang einzigen Japanischen Meistertitel. Damit war er erstmals auch für die Teilnahme an den Olympischen Sommerspielen qualifiziert, die in seiner japanischen Heimat stattfanden. Anfang August trat er bei den Spielen an. Er benötigte 4:06:44 h für die 50 km, womit er nicht über Platz 32 hinauskam. 2023 trat er über 35 km bei den Weltmeisterschaften in Budapest an. Er belegte den 13. Platz.

## Wichtige Wettbewerbe
| Jahr              | Veranstaltung           | Ort               | Platz             | Disziplin         | Zeit              |
| Startet für Japan | Startet für Japan       | Startet für Japan | Startet für Japan | Startet für Japan | Startet für Japan |
| ----------------- | ----------------------- | ----------------- | ----------------- | ----------------- | ----------------- |
| 2017              | Weltmeisterschaften     | London            | 5.                | 50 km Gehen       | 3:43:03 h         |
| 2018              | Asienspiele             | Jakarta           | 4.                | 50 km Gehen       | 4:14:13 h         |
| 2021              | Olympische Sommerspiele | Tokio             | 32.               | 50 km Gehen       | 4:06:44 h         |
| 2023              | Weltmeisterschaften     | Budapest          | 13.               | 35 km Gehen       | 2:29:52 h         |

## Persönliche Bestleistungen
Freiluft
- 5000-m-Bahngehen: 19:11,45 min, 19. September 2020, Kumagaya
- 10.000-m-Bahngehen: 39:33,30 min, 16. Juli 2015, Abashiri
- 10-km-Gehen: 41:36 min, 15. April 2012, Wajima
- 20-km-Gehen: 1:19:06 h, 18. Februar 2024, Kōbe
- 35-km-Gehen: 2:25:49 h, 16. April 2023, Wajima
- 50-km-Gehen: 3:37:39 h, 27. Oktober 2019, Takahata